# Grenader (soldat)
 For alternative betydninger, se Grenader. (Se også artikler, som begynder med Grenader)
Grenader (fra fransk grenadier, granatkaster; af grenade, granat) er oprindeligt en specialiseret stormsoldat til benyttelse i bl.a. belejringsoperationer og til kast af granater. Betegnelsen opstod i begyndelsen af 1600-tallet. Grenader blev en betegnelse på en elite-infanterist allerede før 1700. På daværende tidspunkt blev grenaderne valgt blandt de største og stærkeste soldater. I 1700-tallet var den specialiserede funktion med kast af granater ikke længere af væsentlig betydning, og grenaderne blev i stedet valgt som lederne af angreb på slagmarken eller på belejrede stillinger. 
Under Skånekrigen (1675 – 1677) blev enkelte soldater kaldt genaderer, senere oprettedes infanterikompagnier af grenaderer.